# Saurauia lehmannii
Saurauia lehmannii är en tvåhjärtbladig växtart som beskrevs av Georg Hans Emmo Emo Wolfgang Hieronymus. Saurauia lehmannii ingår i släktet Saurauia och familjen Actinidiaceae. Inga underarter finns listade i Catalogue of Life.